# جيه دبليو ماريوت إنديانابوليس
جيه دبليوماريوت إنديانابوليس (بالإنجليزية: JW Marriott Indianapolis)‏ هو فندق يقع في وسط مدينة إنديانابوليس، المتاخمة لمركز مؤتمرات إنديانا. فندق جيه دبليو ماريوت إنديانابوليس الجديد جزء من مشروع ماريوت ذو 450 مليون دولار، ويتألف من خمسة فنادق ماريوت جميع الفنادق متصلة بمركز مؤتمرات إنديانا.
يتكون الفندق من 34 طابق وارتفاع 376 قدم (115 م)، مما يجعله سابع أطول بناء في إنديانابوليس والفندق الأطول في إنديانا. يضم الفندق 1,005 غرفة ضيوف. كما يضم الفندق 950 موقف للسيارات تحت الأرض وهو ثالث أكبر فنادق جي دبليو ماريوت في العالم على أساس غرفة البالغ عددها 1005، وهو مملوك ويدار من قبل وايت لوجينغ.

## روابط خارجية
- الموقع الرسمي
- JW Marriott Indianapolis at SkyscraperPage
- JW Marriott Indianapolis at Emporis